# Digitalis canariensis
Digital de Canarias (Digitalis canariensis) es una especie de Digitalis endémica de las Islas Canarias, siendo relativamente abundante en Tenerife, rarísima en La Gomera y rara en La Palma. 

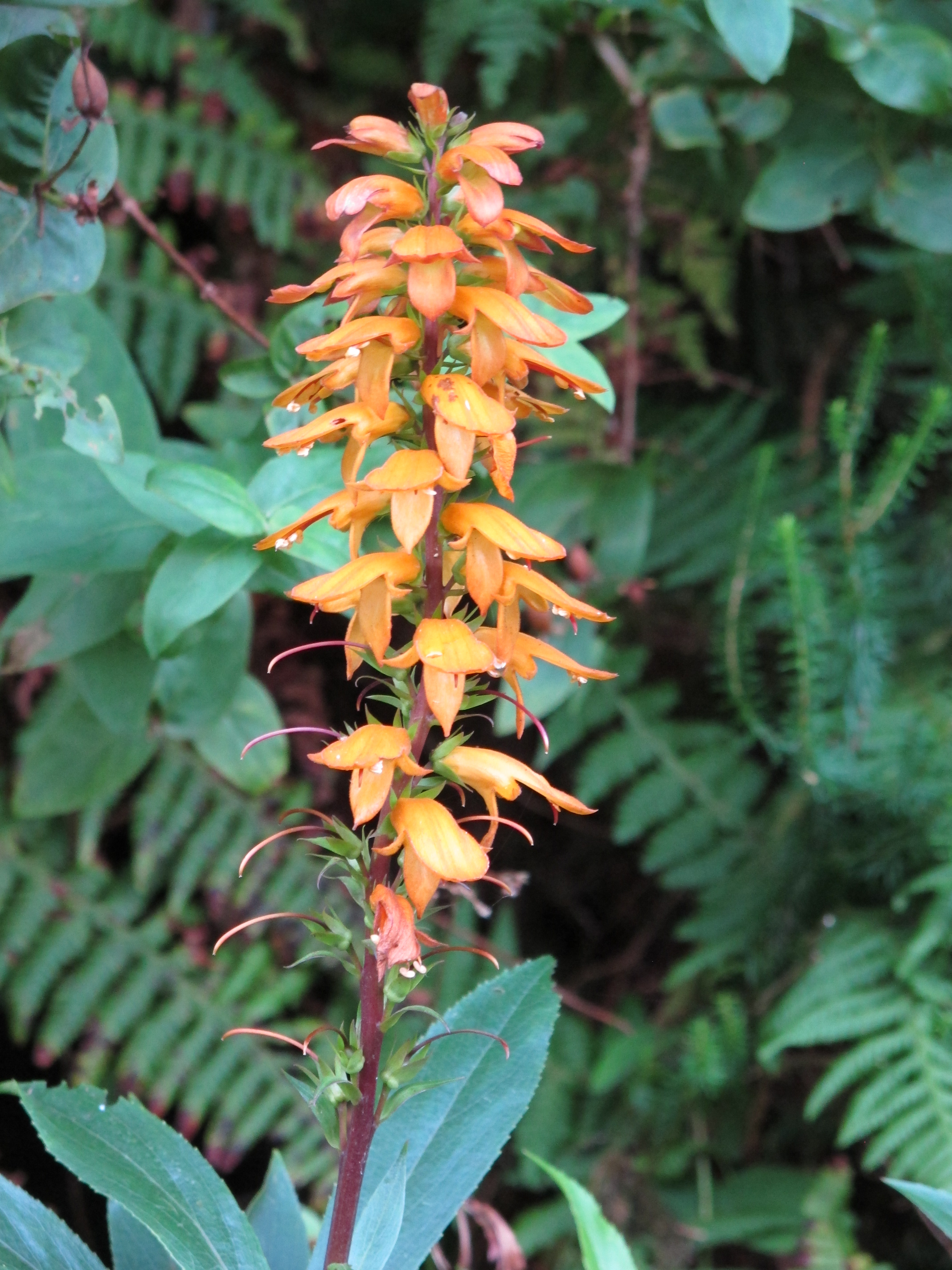
Inflorescencia

## Descripción
Se diferencia del resto de especies del género en Canarias (Digitalis isabelliana y Digitalis chalcantha), ambas endémicas de Gran Canaria, porque sus hojas son ovado-lanceoladas y por sus flores mayores, de unos 3 cm.

## Ecología
Es propia de las zonas claras de la laurisilva, y de las zonas de transición entre esta y el pinar, especialmente en riscos y bordes de senderos y pistas. Está especializada para que sus flores sean polinizadas por pájaros (ornitofilia) para ello sus flores producen gran cantidad de néctar.

## Usos medicinales
Se ha utilizado tradicionalmente y de forma errónea como hipoglucemiante. No obstante sí posee efectos cardiotónicos potentes que pueden producir toxicidad grave, sobre todo a personas con enfermedades cardíacas en tratamiento con digitálicos, por lo que se desaconseja su uso.

## Taxonomía
Digitalis canariensis fue descrita por Carlos Linneo    y publicado en Species Plantarum 1: 383. 1753.
Etimología
Digitalis: nombre genérico del latín medieval digitalis = la "digital o dedalera" (Digitalis purpurea L., Scrophulariaceae). Según Ambrosini (1666), “se llama Digital porque las flores imitan la forma del dedal (a saber, de la cubierta de los dedos de las mujeres cuando cosen)”.
canariensis: epíteto geográfico que alude a su localización en las Islas Canarias.
Sinonimia
- Callianassa canariensis (L.) Webb & Berthel.
- Isoplexis canariensis (L.) Loudon
- Digitalis lurida Salisb.[5]